# سيدني غارفيلد
سيدني غارفيلد (بالإنجليزية: Sidney Garfield)‏ هو طبيب أمريكي، ولد في 17 أبريل 1906 في إليزابيث في الولايات المتحدة، وتوفي في 29 ديسمبر 1984.